# The Naked Brothers Band: Der Film
The Naked Brothers Band: Der Film ist eine US-amerikanische Mockumentary über eine Kinderrockband. Die Hauptdarsteller des Films sind die Brüder Nat und Alex Wolff. Entstanden ist der Film im Sommer 2004 unter der Regie von Polly Draper, die auch das Drehbuch schrieb. 2005 hatte die Independent-Produktion auf dem Hamptons International Film Festival Premiere. Der Kindersender Nickelodeon übernahm das Konzept und 2007 startete der Film als Pilotfilm zur gleichnamigen Serie The Naked Brothers Band.

## Handlung
Die „Silver Boulders“ sind berühmt, beliebt und sie genießen ihren Ruhm, dabei sind die Rocker noch nicht mal 10 Jahre alt. Die Kamera begleitet Sänger Nat (9), Keyboarder David (9), Gitarrist Josh (9), Cellist Thomas (9) und Schlagzeuger Alex (6) auf Schritt und Tritt. Ihr Frontman Nat schreibt alle ihre Hits und ist sehr gefragt bei den Medien und den Mädchen. In Interviews nimmt er Stellung zu seiner schwierigen Rolle als Bandleader. Denn obwohl die fünf Jungs die besten Freunde sind, haben sie bei Musik und Mädchen sehr unterschiedliche Vorstellungen.
Nat hat ein Auge auf Joshs Schwester Rosalina geworfen, die schon elf ist. Nat, der sonst sehr wortgewandt ist, hat bei ihr Kommunikationsschwierigkeiten. Um Rosalina zu gefallen, versucht er, sie mit englischem Akzent zu beeindrucken. Da er das nicht richtig kann, fallen die Gespräche sehr kurz aus. Damit ziehen ihn seine Bandkollegen gerne auf. Als Nat den anderen sein neuestes Lied „Rosalina“ vorstellt, halten ihn Josh, Thomas und David für verrückt. Sie würden lieber Thomas’ Stück „Boys Rule, Girls Drool“ spielen. In Interviews erklären sie ihre Abneigung gegen Mädchen und beschuldigen Nat, alle ihre Liedvorschläge abzulehnen, selbst Joshs Komposition „I'm The God Of Rock'n Roll“ nach der Melodie von „Twinkle Twinkle Little Star“ (Morgen kommt der Weihnachtsmann) wird abgelehnt. In der Folge des Streits kommt es zur großen Essensschlacht und es taucht Mort Needleman auf, ein fadenscheiniger Bandmanager. Nat und Alex halten trotzdem an ihrem Bandmanager Cooper Pillot fest. Der ist neun und genießt hohes Ansehen in der Branche. Die Eltern von Josh, Thomas und David mischen sich ein und nehmen Needlemans Angebot an. Nat, Alex und Cooper müssen aus den Fernsehnachrichten erfahren, dass sich die anderen von ihnen trennen und sich von jetzt ab „Gold Boulders“ nennen.
Die Fans sind außer sich und auch Nat und Alex sind tief deprimiert. Nat isst kaum mehr etwas und geht nicht mehr aus dem Haus und Alex entwickelt eine Sucht nach Zitronenlimonade. Vater Sonny Wolff bietet sich mit seinem Akkordeon als neues Bandmitglied an. Die Brüder merken schnell, dass die „Accorddrumpianos“ keine Zukunft haben und feuern ihren Vater. Für Alex ist nun alles aus und seine Limonadensucht gerät außer Kontrolle. Verzweifelt zieht er sich auf eine Limoholiker-Entzugs-Kreuzfahrt zurück („Sodaholics at sea“ - Come Chill Out in Alaska). Nat begleitet ihn. Dort trifft er seinen Leidensgenossen Tony Shalhoub. Shalhoub begeistert Alex für Milch. Geheilt und gestärkt verlassen die Brüder das Schiff und suchen mit Cooper neue Musiker für ihre Band. Sie besinnen sich auf ihren alten Namen und nennen sich „The Naked Brothers Band“.
Nat ist mehr als überrascht, als sich Rosalina auf die Flugblätter meldet. Sie spielt sechs Instrumente und kann jeden in der Band ersetzen. Das Problem ist, dass sie nicht alles auf einmal spielen kann, also braucht die Band trotzdem einen neuen Gitarristen. Das Vorspielen ist ein Desaster und Nat und Alex besinnen sich auf ihren alten Gitarristen Cole Hawkins. Der sagt zu und nach erfolgreichen Proben kann die geplante Sommertour doch noch starten.
Zum großen Entsetzen aller stellen die „Naked Brothers“ fest, dass bei ihrem ersten Konzert in Chicago ausgerechnet die „Gold Boulders“ ihre Vorband sein wird. Rosalina erfährt endlich, dass Nat das Lied für sie geschrieben hat. Er wird dafür von ihr belohnt. Die Gold Boulders werden bei ihrem Auftritt ausgebuht, während die Naked Brothers Band mit „Hardcore Wrestlers (With Inner Feelings)“ erfolgreich ist. Von den Fans gefeiert kehrt die Naked Brothers Band am 4. Juli von ihrer Tour zurück. Die Tour der Gold Boulders verlief hingegen sehr schlecht. Zu der Tourabschlussfeier der „Naked Brothers“ kommen Josh, David und Thomas, um sich mit den anderen zu versöhnen und alle geben ein großes Konzert auf dem Dach eines Hauses, wie die Beatles, Nats große Vorbilder.

## Rezeption
Für jüngere Kinder ist die Handlung des Films schwer nachzuvollziehen, da sie mit den Pointen und Anspielungen wenig anfangen können. Das sahen auch die Produzenten anfangs so, weshalb sie einen Versuch bei ihren eigenen Kindern starteten.

„Am Anfang waren wir fasziniert von der Idee, aber wir waren uns nicht sicher, dass die Kinder den Sinn des Filmes verstehen würden. Dann haben einige von uns den Film nach Hause genommen und ihren Kindern gezeigt, und sie liebten ihn.“

Häufig wird die Limonadensucht von Alex kritisiert.

„I understand that they're poking fun at real rock bands, but really, showing a kid sink into an addiction of any kind just isn't cool (we see Alex curled up asleep amid mountains of aluminum cans). Übersetzung: Ich verstehe, dass sie sich über echte Rockbands lustig machen, aber ernsthaft, ein Kind zu zeigen, das in eine Sucht, egal welcher Art, verfällt, ist einfach nicht cool (wir sehen Alex zusammengerollt inmitten eines Bergs von Aluminumdosen schlafen).“

## Geschichte und Idee
Nat Wolff wollte immer ein Kinderschauspieler sein. Er setzte sich durch und seine Mutter Polly Draper schrieb das Drehbuch für The Naked Brothers Band: Der Film. (Siehe dazu auch unter Nat Wolff und The Naked Brothers Band). Die Idee übernahm sie von der real existierenden Band, die Nat im Vorschulalter mit seinen Freunden Joshua Kaye, David Levi und Thomas Batuello gegründet hatte. Sein Bruder Alex stieg später als Schlagzeuger ein, denn Nats kleiner Bruder beherrschte das Instrument besser als Thomas Batuello, der zuvor das Schlagzeug spielte und dann aufs Cello umstieg. Alle Figuren sind an die echten Charaktere angelehnt. Allie DiMeco und Cooper Pillot wurden für ihre Rollen ausgewählt. Pillot spielte mit Nat Wolff schon im Off-Broadwaystück „Getting Into Heaven“.
Nat Wolff schreibt eigene Lieder, seit er fünf Jahre alt ist. Polly Draper wollte Wolffs Lied "Firefighters" unbedingt in ihrem Film verwenden und bat ihn, dieses umzuschreiben. Er sei daraufhin mit „Rosalina“ angekommen, sagte Draper in einem Interview mit der gesamten Familie auf der NYT Arts & Leisure Week.
Die ganze Familie und Freunde nutzten ihre Kontakte und mit einem Budget unter einer Million US-Dollar starteten Mitte 2004 die Dreharbeiten in New York. Die Innenaufnahmen von Nat und Alex wurden im privaten Appartement der Wolffs aufgenommen. Im Making-of wird davon berichtet, dass es eher ein großes Familienprojekt war. Das wird im Abspann deutlich. Polly Draper konnte fast die ganze Besetzung der Serie Die Besten Jahre (Thirtysomething), Tony Shalhoub und Julien Moore gewinnen. Unterdessen warb Michael Wolff in der Musikwelt mit Erfolg um Unterstützung, z. B. bei Arsenio Hall, Cyndi Lauper. Jazzfans könnte die Interpretation von „Crazy Car“ der Jazz-Diva Nancy Wilson gefallen.
Albie Hecht, Vorstand bei Nickelodeon Networks, war unter den Zuschauern beim Hamptons International Film Festival. Er erkannte das Potenzial dieser Idee, und Nickelodeon übernahm das Konzept mit leichten Änderungen am 27. Januar 2007 in den USA und am 20. Oktober 2008 in Deutschland auf Nick.

## Auszeichnungen
Hamptons International Film Festival
- 2005: Preisträger des Audience Awards in der Kategorie Bester Familienfilm